# Demonax detortoides
Demonax detortoides là một loài bọ cánh cứng trong họ Cerambycidae.